# Umbogintwini
Umbogintwini este un oraș din provincia Kwazulu-Natal, Africa de Sud.